# Gulen
Gulen est une kommune de Norvège. Elle est située dans le comté de Vestland.

## Localités
- Ytre Oppedal